# S☆UTHERN CROSS
S☆UTHERN CROSS（サザン☆クロス、単にサザンクロスとも）は、2011年4月に結成された鹿児島県のご当地女性アイドルグループである。2018年には日本各地のご当地アイドル日本一を決定する大会『U.M.U AWARD～ご当地アイドルNo.1決定戦』で全国の頂点に輝いた。 鹿児島市に拠点をおく芸能プロダクションのスターゲートプロモーションが運営し、親善大使のような活躍で地域を元気づけることを目標に、商店街や自治体のイベント出演など、地元密着の仕事が多い地元PR型アイドル である。

## 経歴

### 2011年
九州新幹線鹿児島〜博多間全線開業を記念し、鹿児島県初の観光PRアイドルユニットとして2011年4月にS☆UTHERN CROSSは結成された。AKB48にあやかって、鹿児島プロモーション評議会の民間有志が企画した。2010年暮れからメンバー募集を開始し、翌春、「かごしま検定」を使って地域の予備知識を審査するなどオーディションを実施し、応募者約150人の中から中高生や短大生、OL、主婦、看護師など14歳から31歳の15人を選び、1期生として13名で活動を開始した。
初ライブは2011年7月31日に鹿児島市にある「SRホール」で開催され、以降7月と8月だけで県内外で6つのイベントに出演し、鹿児島を応援するオリジナル曲「チェスト」を披露した。

### 2012年

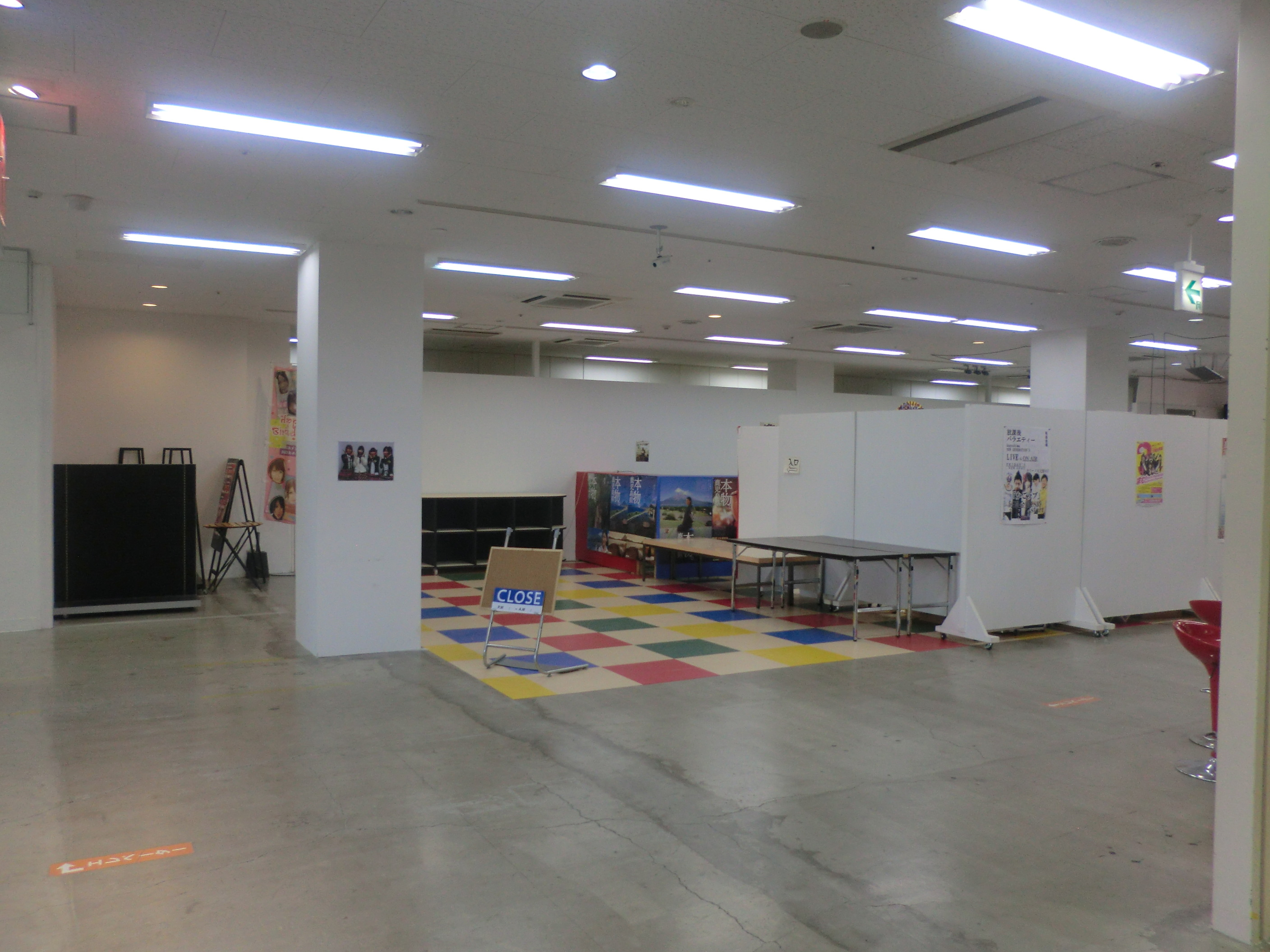
シアターegg（入口付近の様子）

2012年は大きな成長の年となった。最初の成果は定期的にライブが行える拠点を得たことである。2012年4月に鹿児島市の繁華街「天文館」にある「カリーノ天文館」6Fにライブとレッスンを行うための拠点として「シアターegg」が開設され、定期ライブやメンバーの生誕祭といったイベントや、グッズ販売を行えるようになった。また、新たに2期生が加入した。2012年8月の時点では、14歳から22歳の11人が県内外のイベントなどで活動している。
活動の場もさらに広がった。4月にはかごしま春祭大ハンヤ2012で二日間にわたりライブを実施した ほか、同じく鹿児島市を拠点とする第十管区海上保安本部からマリンレジャー安全推進ガールに任命され、鹿児島本港区北埠頭芝生公園で開かれた安全推進イベントで118番通報の周知活動に携わった。
7月にはいおワールドかごしま水族館で開かれたイベントでライフジャケットの着用などを呼びかけた。
8月には鹿児島県庁で行われた贈呈式にメンバー7人で出席し、本場大島紬織物協同組合から大島紬で作ったシュシュを贈られ、県庁内でライブを実施した。
10月には鹿児島市交通局の市電「青パト電車」の出発式に出席し、地元の幼稚園児らに防犯標語「いかのおすし」の意味を説明するなどした ほか、一般希望者も見学できる海上保安庁の海上総合訓練では、訓練終了後におおすみ船上でライブが行われた。
また、県外への進出も積極的に行われた。5月にNHKラジオが東京・渋谷で開いた「U.M.U　ご当地アイドルフェスティバル」に九州から唯一選ばれ、5月と7月にNHKラジオに出演した。6月からは鹿児島県の観光PRのため「日本1周!かごしまPR行脚!!」開始した。3年を目途に47都道府県を訪問する計画である。
その後、大阪や名古屋、広島など10都市で鹿児島をPR。9月には、JR博多駅で開かれた「鹿児島観光物産展」でライブを行っている。 
10月13日 2期生 なお 心結(現 矢浦左來)卒業ライブ
2.5期生 あやか 加入
10月28日 フレスポラブラブカーニバルスタート
毎月第4日曜日(フレスポジャングルパーク)

### 2013年
2月23日 1期生貴城 2期生すみれ 卒業
3月8日、に鹿児島市内にてライブ活動で集めた募金などを東日本大震災の被災地に届ける出発式を行い、宮城県気仙沼市に向かった。同月11日、義援金と横断幕を直接気仙沼市長に手渡し、同じく支援活動を行っている鹿児島県出身の柏木由紀をはじめとするAKB48のメンバー6人と交流した。
3月31日には鹿児島中央駅のアミュ広場にて3期生公開オーディションが行われ、新たに3期生が加わった。
7月27・28日に開催される、世界最大のアイドルイベント「TOKYO IDOL FESTIVAL」(TIF)に初出場を果たす。
8月にNHK連続テレビ小説「あまちゃん」で企画された、地元のローカルアイドルがご当地自慢を紹介する町おこしキャンペーン「全国『あまちゃん』マップ」で鹿児島県担当に選ばれた。
7月、鹿児島県黒豚生産者協議会より「かごしま黒豚応援隊」また8月には、日頃活動拠点としている鹿児島の中心市街地天文館の11の通り会で構成されるWelove天文館協議会より「天文館公認アイドル」として任命される。
9月14日～16日、福岡市の博多駅前で開催された「鹿児島観光物産展」に昨年に続き参加。出店ブースに各メンバーが立ち試飲試食や商品、観光地の説明をし観光PRアイドルとして存在を大いに発揮した。
10月27日、2期生えりか卒業ライブ。

### 2014年
4月、NHKキャンペーン「全国『あまちゃん』マップ」の後継企画「恋する地元キャンペーン」においても引き続き鹿児島県担当に選ばれた。
3月2日 2期生きらら卒業
4期生ゆうな あやの 加入
4月6日 MBCラジオ｢サザン☆クロスのおやっとサンデーNight! ｣スタート 毎週日曜日 21:45～22:00
9月27日 3期生あきな卒業

### 2015年
3月28日 3期生RIKA卒業
3月22日 2年半行ったフレスポラブラブカーニバルが終了
9月30日 MBCラジオ｢サザン☆クロスのおやっとサンデーNight!｣最終回

### 2016年
4月1日 1.5期生瑠璃 2.5期生あやか 3期生ゆうか卒業
5期生tomo 加入
8月7日 TOKYO IDOL FESTIVAL(TIF)2016出場

・U.M.U AWARD2016
10月8日 福岡で行われたエリア代表決定戦にて九州・沖縄エリアの代表に選出される
11月27日 決勝大会 1回戦敗退

### 2017年
3月31日 4期生ゆうな活動終了
4月1日 1期生愛華卒業
6期生愛川ゆな 加入
4月、足の不調を訴えていたtomoが医療機関での診断の結果、一時「ステージパフォーマンス自粛」になる。
7月、『ヨロンマリンカップ2〜セカンドミッション〜』で優勝を飾り、その功績から、与論島ヨロンパナウル王国観光大使に任命される。

### 2018年
三上メイサ 柏木梨花 加入
8月9日、メンバーが所属するスターゲートプロモーションの公式Twitterより、久保田あやのが、S☆UTHERN CROSSとしての活動登録を解除されたことが報告された。
SHOWROOM【鹿児島枠】九州の主要駅をジャック！広告モデルオーディション　tomo一位。
掲載期間は2018年12月3日(月)〜12月9日(日)の7日間を予定
【掲載駅】
JR九州・鹿児島中央駅（2箇所）
JR九州・鹿児島駅
JR九州・伊集院駅
JR九州・川内駅（2箇所）
JR九州・加治木駅
JR九州・隼人駅
JR九州・国分駅
JR九州・出水駅
11月7日～13日　LAWSON×yell.plus企画 にてLAWSON全国POSレジ＆店内放送に及川真依が登場。
11月24日 U.M.U AWARD2018
- 優勝
- 審査員賞(審査員5人の票を集めたグループ)
- JOYSOUND賞(カラオケモニターで2週間映像で流れる)

上記3つを受賞
12月31日tomo活動終了

### 2019年
2月5日 鹿児島県庁での委託式でかごしまPR大使に任命
3月30日 1期生黒田梨紗 3期生ゆりか卒業
8月11日 かいもん夏祭りにて指宿市スポーツ・文化交流大使に任命

### 2020年
8期生大田真央 加入

### 2021年
11月20日より佐倉しおり、浅草RainboWブリッジ加入 S★UTHERN CROSSと兼任

### 2022年
4月 相沢澪 加入
11月12日CDデビュー11周年記念ワンマンライブにて候補生水梨ことり 山本姫歌お披露目
山本姫歌本人の申し出により登録終了
大田真央12月31日活動終了

### 2023年
4月16日 7期生三上メイサ卒業
10月28日、燃ゆる感動かごしま大会開会式に出演

### 2024年
4月、6月に開催されるクロちゃん主催の大型フェス「クロフェス2024 ～5周年だよ！全員集合！だしん！～」にて鹿児島県代表として選出が発表
4月27日〜29日 SOUTHERN MUSIC FES開催
4月29日S★UTHERN CROSS13周年記念＆現体制ラスト全国ツアーファイナル
佐倉しおり、サザクロ現体制終了に伴い兼任グループ浅草RainboWブリッジ活動終了
相沢澪パピマシェへ移籍が発表され5月1日より活動 
13周年ライブにて星乃あむ 夏芽花お披露目 この日大空エレナ(サザクロキッズ) 不参加
5月19日の渋谷・鹿児島おはら祭にて相沢澪 水梨ことり活動終了
6月1日 2日クロフェスで1期生佐倉しおり 2期生及川まい活動終了
6月1日より新体制スタート
10月8日 夏芽花脱退
11月1日公式Xにて川島ゆい 山下乃愛 小日向那月お披露目

### 2025年
4月19日 20日 Southern Laugh＆Music Fes開催
19日の14周年ライブにて新衣装＆新曲｢ワタシレシピ｣お披露目

6月7日 レッスン生お披露目 宮川ひなの 麻宮ゆめ
6月9日 レッスン生追加 新山瑞樹
6月12日 宮川ひなの 麻宮ゆめ2名とも研修生へ昇格
7月27日、9月に開催されるクロちゃん主催の大型フェス「クロフェス2025 6年目！クロフェスと結婚するしん！」にて鹿児島県代表として2年連続選出が発表
7月31日 レッスン生 綾瀬なつ

## メンバー
| 名前                        | ニックネーム    | 誕生日        | カラー                                          | カラー                                          | 担当         | 備考                                                                               |  |
| 星乃あむ                    | あむちー あむち | 2006年5月12日 | コーラルオレンジ                                | コーラルオレンジ                                | 農林水産業   |                                                                                    |  |
| 大空エレナ (サザクロキッズ) |                 | 2014年7月19日 | キッズはカラーがないためグループカラーの を使用 | キッズはカラーがないためグループカラーの を使用 |              |                                                                                    |  |
| 川島ゆい                    |                 | 2005年1月9日  | エンジェルレッド                                | エンジェルレッド                                | 特産品       |                                                                                    |  |
| 山下乃愛                    | のあのあ        | 2010年3月27日 | レモンイエロー                                  | レモンイエロー                                  | 畜産業       |                                                                                    |  |
| 宮川ひなの (研修生)         |                 |               |                                                 |                                                 |              |                                                                                    |  |
| 麻宮ゆめ (研修生)           |                 |               |                                                 |                                                 |              |                                                                                    |  |
| 新山瑞樹 (レッスン生)       |                 |               |                                                 |                                                 |              |                                                                                    |  |
| 綾瀬なつ (レッスン生)       |                 |               |                                                 |                                                 |              |                                                                                    |  |
| 小日向那月                  | なっち なつき   | 8月26日       | エメラルドグリーン                              | エメラルドグリーン                              | グルメ・焼酎 | @scasia2011 (2 February 2025). “《お知らせ》”. X（旧Twitter）より2025年2月2日閲覧. |  |

### 元メンバー
1期生
ゆき、貴城、すず、ぽち、ゆま、てんこ、しお、アンジー、ななみ、ミンボー、愛華、佐倉しおり、黒田梨紗
1.5期生
瑠璃
2期生
すみれ、那央、綾美、心結、えりか、きらら、及川真依
2.5期生
あやか
3期生
ゆうか、あきな、RIKA、夢野ひかり、ゆりか
4期生
ゆうな、久保田あやの
5期生
tomo
6期生
愛川ゆな
7期生
三上メイサ
8期生
大田真央
9期生
相沢澪

夏芽花
ユニット研修生候補生等
エミー(みるきぃ。) りさ(みるきぃ。)  美桜(青グラ)
柏木梨花(RIN) 松下ひな 相沢燐香 山本姫歌

### ユニット
| みるきぃ。                     |
| ------------------------------ |
| エミー りさ あやか しおり 愛華 |
| 2代目                          |
| 愛華 えりか あやか ゆうか      |

| ピンクタイフーン          |
| ------------------------- |
| まい 貴城 純麗            |
| 2代目                     |
| もりさ しおり ゆりか RIKA |

| サクラエンジェル        |
| ----------------------- |
| もりさ えりか きらら    |
| 2代目                   |
| るり まい きらら あきな |

| SEIRA (HIGHSCHOOLSINGER.JP) |
| --------------------------- |
| しおり えりか               |

| KSGK(クソガキの頭文字)→ANGEL KISS |
| --------------------------------- |
| あやか ゆうか RIKA                |

| ちぇりっぷる  |
| ------------- |
| しおり あきな |

| もぜっこ    |
| ----------- |
| 愛華 もりさ |

| チームS(スマイル)                     |
| ------------------------------------- |
| 愛華 しおり あやか あきな RIKA        |
| チームC(キュート)                     |
| もりさ 瑠璃 まい ゆりか ゆうか ひかり |

| ANGEL KISS(AK)                                              |                                               |
| ----------------------------------------------------------- | --------------------------------------------- |
| あやか ゆうか ゆうな あやの tomo ゆな メイサ RIN(梨花) 真央 | (オリジナル曲+Jewel Kiss＆Mary Angel等カバー) |

| ぽてところっけ(ぽてころ) |                        |
| ------------------------ | ---------------------- |
| ゆりか もりさ ひかり     | (主にハロプロをカバー) |

| 青春グラフィティ(青グラ) |                          |
| ------------------------ | ------------------------ |
| しおり まい るり 美桜    | (主にラブライブをカバー) |

## 楽曲
下記のオリジナルソングがある。
- チェスト!〜ゲンキのしるし〜 - おはら節をアレンジした楽曲である。作詞・作曲は有村トモナリ[5]。
- STANCE（作詞・作曲：有村トモナリ）
- サザンウインド（作詞・作曲：有村トモナリ）
- I will
- 流れ星（作詞・作曲：アヤト）
- Field ON!
- チョットシタコト（作詞：保田雅博、作曲：森川輝）
- ride on the breeze
- 僕らに真夏がくる（作詞：まい、作曲：CHEEBOW）
- しろくま♥ランデブー（作詞・作曲：宮井紀之） - 振り付けはラッキィ池田が担当
- お魚ソンGOOD!（作詞・作曲：愛華） - メンバーの一人である愛華による作詞・作曲
- 超絶フィーバー☆Dancing Party Night!（作詞・作曲：AYATO）
- OVER（作詞：まくん、作曲：クレオフーガ）
- スマイル☆ヒーロー（作詞：上田ゆう子、作曲・編曲：正垣和則）
- Brand new soul（作詞：上田ゆう子、作曲・編曲：正垣和則）
- Shiny True Love（作詞：上田ゆう子、作曲・編曲：正垣和則）
- REVOLUTION~ワタシタチノカクメイ~（作詞：マサ、作曲：アヤト）
- ジン・ジン☆メリ・メリクリスマス（作詞：石原有輝香、作曲：寺邑奏）-コンピレーションアルバム「GIFT.2」に収録
- READY TO GO（作詞・作曲・編曲：YANAGIMAN）- 振り付けはTEMPURA KIDZ KARIN (アソビシステム)が担当
- 奄美賛歌～ガジュマルの下で待ってるよ～
- ばっちゅーん
- シンデレラストーリー

愛華 
- チョコレートラブアタック

ANGEL KISS
- 脳内妄想パラダイス
- ブレイクスルー

このほか、カバー曲としてAKB48を中心にSKE48やNMB48、ももいろクローバーZ、SUPER☆GiRLSなど約30曲がある。
2013年3月、メンバー内の「しおり」と「えりか」が「ハイスクールシンガー」としてユニット名「SEIRA」で「ドラマティック☆マイダーリン」で配信デビューを果たした。

## メディア

### テレビ番組
- めざましテレビ（2011年11月28日） - ご当地アイドル日本一を決定する「U.M.U AWARD 2011」の様子を伝えるコーナーの中での紹介[30]
- 鹿児島放送開局記念特別番組「30周年ウイーク」（2012年10月6日） - 最終日の生放送で新曲を披露[31][32]
- ヨロンマリンカップ2〜セカンドミッション〜 （2017年8月20日）- 東京MXTで14:30〜放送（エムキャス視聴対応）、同日13:30〜、新宿ドリームストアにてパブリックビューイベント開催[33]。

### ラジオ番組
- U.M.U　ご当地アイドルフェスティバル　ジモラブNo.1決定戦（2012年5月3日、NHKラジオ第1）[15]
- AKB48×泥芸人!wktkラヂオ学園（2012年7月8日、NHKラジオ第1）[14]
- アイドルお忍びバー -時空-（毎週金曜23:00～隔週出演、MBCラジオMusic Express 金曜（通称：ジクエク）内）-2020年3月28日終了
- まいきゅんのコンプリートPay どん！（毎週火曜　16:50頃～、エフエム鹿児島 μ's UP内）
- まいきゅんのラブイブ（毎週水曜日 18:00〜、FMさつませんだい）-2021年5月26日終了、同年7月より以下番組へリニューアル
- まいきゅんのキミとはなしがしたいのだ！（毎週水曜日 19：00～19：30、FMさつませんだい）

### ゲーム
- Mobage・Yahoo!モバゲー「究極×シャッフル☆ロコドル大作戦」[34]